# بيتي جو جيجير
بيتي جو جيجير (بالإنجليزية: Betty Jo Geiger) هي عداءة المسافات الطويلة أمريكية، ولدت في 12 يونيو 1961 في برادنتون في الولايات المتحدة.

## وصلات خارجية
- بيتي جو جيجير على موقع الاتحاد الدولي لألعاب القوى (الإنجليزية)
- بيتي جو جيجير على موقع رابطة إحصائيات سباق الطريق (الإنجليزية)
- بيتي جو جيجير على موقع قاعة كارولاينا الشمالية للمشاهير الرياضية (الإنجليزية)